# Swords

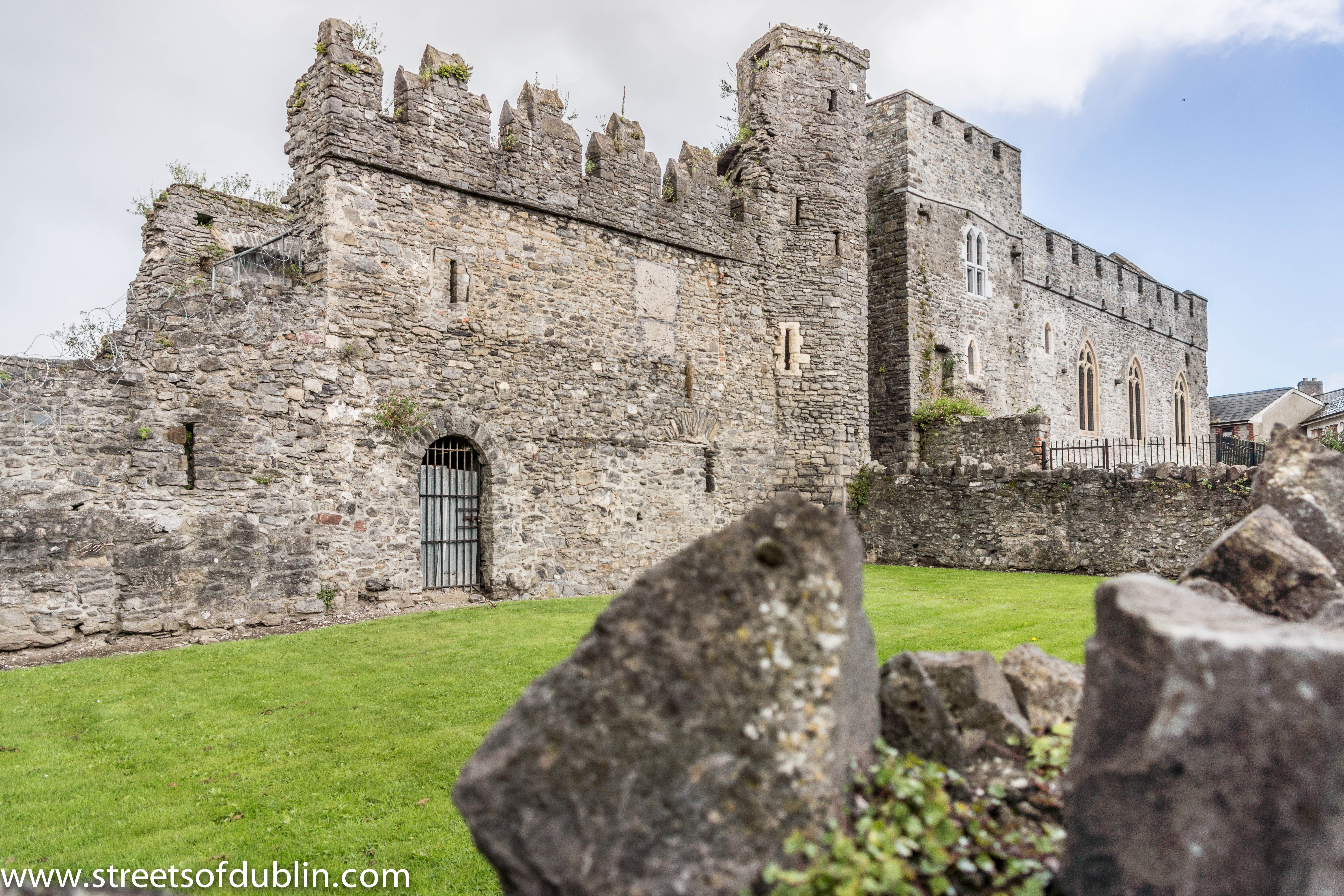
Swords Castle

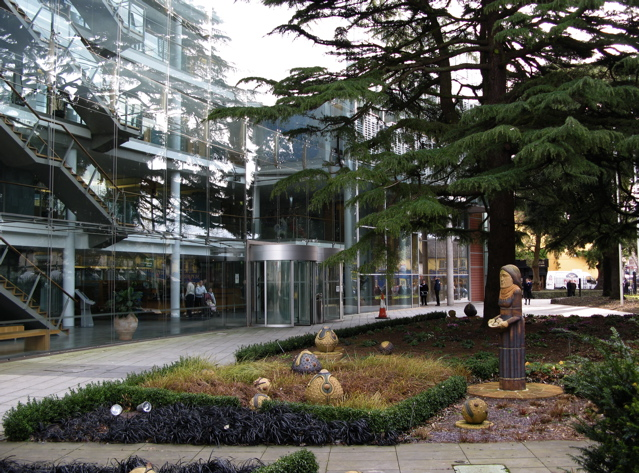
Fingal County Hall, Swords

Swords (irisch Sord, Sord Cholm Cille) ist eine Stadt im Osten der Republik Irland.
Bei der Auflösung des County Dublin zum 1. Januar 1994 wurde Swords zum Verwaltungssitz des 1994 neu geschaffenen County Fingal ernannt. Die Stadt ist ein Vorort der Hauptstadt Dublin, von deren Stadtzentrum sie etwa 13 km in nördlicher Richtung entfernt liegt und zu deren Satellitenstadt sie sich seit den 1990er-Jahren entwickelte.

## Geschichte
Erste Siedlungen in der Region datieren auf das Jahr 560. Die Gründung allerdings wird dem Mönch St. Colmcille (521–597) zugeschrieben. Der Legende zufolge gab er einem Einwohner des Ortes den Segen, was auf die irische Bedeutung des Namens Sord (klar, rein) schließen lässt. In der Burg nahe dem Stadtkern liegt angeblich der Leichnam des Brian Boru, der 1014 in der Schlacht von Clontarf getötet wurde.

## Bauwerke
Von der ehemaligen von St. Colmcille gegründeten Klosteranlage ist nichts mehr erhalten. Das Gelände dient heute als Friedhof der Church of Ireland. Hier steht auch ein 26 m hoher Rundturm, der vermutlich aus dem 10. Jahrhundert stammt. Dessen Spitze ist offensichtlich im 17. oder 18. Jahrhundert grob erneuert worden. Daneben steht der rechteckige Turm einer im Mittelalter erbauten Kirche.
Zu Beginn des 13. Jahrhunderts wurde das Swords Castle im normannischen Stil erbaut, welches sich am Ende der Main Street im Ortszentrum befindet.

## Einwohnerentwicklung
Die Bevölkerungsanzahl hat sich in den letzten 30 Jahren mehr als verdoppelt:
| 1991   | 1996   | 2002   | 2006   | 2011   | 2016   | 2022   |
| ------ | ------ | ------ | ------ | ------ | ------ | ------ |
| 17.705 | 22.314 | 27.175 | 33.998 | 36.924 | 39.248 | 40.776 |

Der Ausländeranteil bei den Bewohnern beträgt circa 25 %.

## Lage
Swords ist ein Vorort von Dublin und liegt 13 Kilometer nördlich der Dubliner Innenstadt sowie 6 Kilometer entfernt von Dublin Airport.
Über die Autobahnen M1 und M50 sind Dublin und auch Belfast direkt verbunden. Dublins Innenstadt ist auch mit Dublin Bus erreichbar. Die Dublinbus Linien 41, 41c (Swords Manor - Abbey Street), 41B, (Rolestown - Abbey Street), 43 (Swords Business Park - Talbot Street) und 33 (Balbriggan/Skerries - Abbey Street), sowie diverse Buslinien des Swords Express, welcher über die M1 Aurobahn und den Port Tunnel an den Eden Quay führt, verbinden Swords mit dem Stadtzentrum von Dublin.
Der Bauplan einer Metro North, die von Swords bis zum Shoppingcenter St. Stephen’s Green im Dubliner Stadtzentrum hätte führen sollen, wurde 2015 durch die Wirtschaftskrise unterbrochen.
Westlich des Ortskerns befinden sich die Wohnsiedlungen Applewood, Rathbeale, Swords Manor, Brackenstown und Miller’s Glen nördlich des Ward River. Südlich des Flusses befinden sich die Wohngebiete Knocksedan, River Valley, Ridgewood, Rathingle und Boroimhe. Östlich des Ortskerns befinden sich die Wohnsiedlungen Holywell und Drynam.
Die Ausdehnung von Swords ist im Süden durch den Dubliner Flughafen und die M50 Ringautobahn eingeschränkt und nordöstlich durch den Meeresarm des Swords/Malahide Estuary. Nördlich des Ortes befinden sich meist ländliche flache Gebiete mit vereinzelten Bauernhöfen, Feldern und Weideland.

## Wirtschaft
Der 2 km südlich von Swords liegende Flughafen Dublin ist der wichtigste Arbeitgeber der Region. Den Fluggesellschaften Aer Lingus, Ryanair und CityJet dient er als Heimatbasis.
Der Haupt-Einzelhandel befindet sich im Zentrum des Ortes rund um die Main Street, mit den kombinierten Einkaufszentren-Pavilions und Swords Central, zwei kleineren Ladenstraßen namens Swords Plaza und Swords Town Mall, sowie einigen kleineren Einkaufsmöglichkeiten in den umliegenden Wohnsiedlungen von Swords.
Die größten Business- und Industriegebiete befinden sich östlich des Ortszentrums, entlang der R132 Schnellstraße. Zu diesen Industriegebieten gehören Balheary Industrial Park, Swords Business Campus, Swords Business Park und der Airside Business Park, in dem sich Baumärkte, Möbelläden, Elektrogeschäfte und Autohäuser befinden. Auch der Hauptsitz von Ryanair ist in Airside.

## Partnerschaft
Swords ist mit der französischen Gemeinde Ozoir-la-Ferrière in der Region Île-de-France partnerschaftlich verbunden.

## In Swords geboren
- Francis Taylor (um 1550–1621), Bürgermeister von Dublin und Märtyrer
- Richard Montgomery (1738–1775), General im Amerikanischen Unabhängigkeitskrieg
- Joseph Finnegan (1942–2023), Jurist